# Долішній Чифлик (община)
Долішній Чифлик (болг. Община Долни чифлик) — община у Варненській області Болгарії.
Населення становить 19 666 осіб (станом на 1 лютого 2011 р.). Адміністративний центр громади — однойменне місто.
- Булаїр
- Бирдарево
- Венелин